# Bet on It
Pistes de High School Musical 2
Gotta Go My Own Way Everyday
Bet On It (Compte là-dessus en anglais) est une chanson issue du téléfilm High School Musical 2 et publiée le 24 septembre 2007 aux États-Unis. La chanson est chantée par Troy Bolton, personnage interprété par Zac Efron.

## Place dans le téléfilm
Troy Bolton, appaté par la promotion comme professeur de golf et la bourse à l'université d'Albuquerque, s'éloigne progressivement de ses amis, comme le désire Sharpay Evans, qui élimine les Wildcats du concours des jeunes talents. Exaspérée par tout cela, Gabriella est partie. Délaissé de celle qu'il aime et de tous ses amis, Troy décide de repartir dans la bonne direction et de rectifier ses erreurs, en colère contre lui-même, il exprime sa hargne dans la chanson Bet On It.

## Adaptations étrangères
- Show Luo 必殺技 (Bi sha ji) (en mandarin)
- Willy Denzey - Double mise (en français)
- Keremcem - Var misin? (en turc)